# Manoir de Sainte-Marie-aux-Anglais
Le manoir de Sainte-Marie-aux-Anglais est une demeure du XVe siècle qui se dresse sur le territoire de la commune française du Mesnil-Mauger, dans le département du Calvados, en région Normandie.

## Localisation
Le manoir est situé à 150 mètres au nord de l'ancienne église paroissiale de Sainte-Marie-aux-Anglais, au sein de la commune du Mesnil-Mauger, dans le département français du Calvados,  

## Historique
Les seigneurs de Sainte-Marie sont cité au milieu du XIVe siècle et une maison forte existe sans doute à ce moment-là. Elle sera rebâtie après la guerre de Cent Ans et remaniée aux XVIe et XVIIe siècles. À la fin du XVIIIe siècle, elle est agrandie d'un autre logis.

## Description
Le manoir se présente sous la forme d'un haut logis de quatre niveaux flanqué à l'un de ses angles d'une tour polygonale à usage d'escalier percée de meurtrières pour armes à feu. Originellement cette tour occupait l'angle intérieur formé par une aile placée en retour d'équerre et qui a été rasée après 1781.

## Protection
La façade est inscrite au titre des monuments historiques par arrêté du 20 mai 1927.